# Ваніллекіпферл
Ваніллекіпферл (нім. Vanillekipferl) — австрійське, німецьке, швейцарське, чеське, словацьке, польське та угорське дрібне печиво у формі півмісяця. Спочатку їх готували з волоських горіхів, але також можна використовувати мигдаль або фундук. Свого типового смаку вони набувають завдяки рясному посипанню ванільним цукром. В Україні відомі під назвою кіфлики (від нім. Kipferl).

## Витоки
Ваніллекіпферл походить з Відня в Австрії і традиційно виготовляються на Різдво. Воно дуже відомі в Європі і часто продається у віденських кав'ярнях. Кажуть, що вони були створені у формі турецького півмісяця, що символізує святкування перемоги над турками в 1683 році.
Їх також широко випікають у Німеччині та поширені в Швейцарії, Угорщині, Польщі, Хорватії, Чехії, Румунії та Словаччині як частина типової різдвяної випічки. Оскільки Адвент у Німеччині відзначається декількома християнськими деномінаціями в чотири неділі перед Різдвом, у цей час споживається багато видів печива та цукерок, що стало типовим для зими.
На відміну від іншої випічки, цей вид складно випікати. Тісто затверде і дуже крихке. Щоб створити форму кіпферл і не зламати печиво, потрібна пара досвідчених рук або форма у вигляді підкови.